# Conistra kasyi
Conistra kasyi är en fjärilsart som beskrevs av Charles Boursin 1963. Conistra kasyi ingår i släktet Conistra och familjen nattflyn. Inga underarter finns listade i Catalogue of Life.